# Sacha Schneider
Sacha Schneider (23 juni 1972) is een voormalig voetballer uit Luxemburg. Hij speelde als middenvelder gedurende zijn carrière. Schneider beëindigde zijn loopbaan in 2005 bij Jeunesse Esch.

## Interlandcarrière
Schneider kwam in totaal 27 keer (één doelpunt) uit voor de nationale ploeg van Luxemburg in de periode 1995-2003. Onder leiding van bondscoach Paul Philipp maakte hij zijn debuut op 14 februari 1995 in de vriendschappelijke uitwedstrijd tegen Israël (4-2), net als middenvelder Frank Deville (Union Luxembourg). Zijn 27ste en laatste interland speelde Schneider op 2 april 2003 in Luxemburg tegen Noorwegen (0-2). Zijn eerste en enige interlandtreffer maakte hij op 6 juni 2001 in het WK-kwalificatieduel tegen Rusland (1-2) in Luxemburg.

## Erelijst
CS Grevenmacher
- Beker van Luxemburg

1995, 1998
 Jeunesse Esch
- Landskampioen

2004